# Masonia diffinis
Masonia diffinis är en fjärilsart som beskrevs av Hans Rebel 1910. Masonia diffinis ingår i släktet Masonia och familjen säckspinnare. Inga underarter finns listade i Catalogue of Life.